# أبراج سنترال بارك
أبراج سنتر بارك تتكون من برجين في مركز دبي المالي العالمي (DIFC) في دبي، الإمارات العربية المتحدة. يتكون المجمع من برج مكاتب يتكون من 45 طابقا وارتفاعه 219.9 م (721 قدم) والبرج السكني وهو 47 طابقًا وارتفاعه 243 م (797 قدم).

## موقع
تقع أبراج سنترال بارك في الركن الجنوبي الغربي من المجتمع الرئيسي لمركز دبي المالي العالمي. تعد المناطق المحيطة بأبراج سنترال بارك موطنًا لناطحات سحاب أخرى، بما في ذلك برج إندكس.

## المستأجرون البارزون
يشمل المستأجرون في برج المكاتب (اعتبارًا من 2021):
- بنك سنغافورة المحدود (فرع مركز دبي المالي العالمي)[4][5][6]
- هيئة الضرائب الفيدرالية[7][4]
- هكسلي جلوبال أسوشيتس المحدودة[4][8][9]
- بنك أي سي أي سي أي (فرع مركز دبي المالي العالمي)[4][10]
- ماريوت الدولية[4][11]

## أنظر أيضا
- قائمة المباني الشاهقة في دبي

## روابط خارجية
- أبراج سنترال بارك على الموقع الرسمي
- أبراج البنك الإسلامي على موقع Emporis.com
- برج مكتب البنك الاسلامي
- برج البنك الاسلامي السكني